# Paul-Henri Spaak
Paul-Henri Spaak (pronunciaciónⓘ) (25 de enero de 1899-31 de julio de 1972) fue un político belga, uno de los iniciadores de la unión aduanera de Bélgica con los Países Bajos y Luxemburgo, que daría lugar al Benelux. Ayudó a redactar la Carta de las Naciones Unidas (1945) y presidió su primera Asamblea General (1946). También contribuyó a la alianza militar entre los países del Benelux, Francia y Gran Bretaña (Tratado de Bruselas, 1948), la cual, alineada bajo la protección de Estados Unidos, daría lugar a la creación de la OTAN (1949); él mismo fue secretario general de la OTAN de 1957 a 1961. Presidió la Organización Europea de Cooperación Económica, creada para canalizar el Plan Marshall (1948), así como el Consejo de Europa (1949) y la Comunidad Europea del Carbón y del Acero (1954).

## Trayectoria
Spaak fue prisionero de los alemanes durante la Primera Guerra Mundial y ministro belga de Asuntos Exteriores en el exilio durante la Segunda Guerra Mundial.
Tras la invasión de Bélgica por parte del ejército alemán en mayo de 1940 huyó de su país para dirigirse a Londres, donde se constituyó el Gobierno belga en el exilio. Tras pasar por España y Portugal logró llegar al Reino Unido.
Mientras estaba exiliado en Londres durante la guerra, en colaboración con sus homólogos de los Países Bajos y Luxemburgo, elaboró planes para un proyecto nuevo y extremadamente ambicioso: una unión aduanera entre Bélgica, los Países Bajos y Luxemburgo. En 1944 se materializó el plan y nació el Benelux. Dentro de las fronteras de los tres países se garantizaría la libre circulación de capitales, personas y mercancías, lo cual serviría de inspiración para una mayor integración europea.
Para Spaak, unir los países mediante tratados vinculantes era la forma más eficaz de garantizar la paz y la estabilidad. Contribuyó a lograr estos objetivos siendo presidente de la primera sesión plenaria de las Naciones Unidas (1946). En 1950 fue elegido presidente del Consejo de Europa y, dos años después, de la Asamblea parlamentaria de la CECA. Entre el 9 de julio de 1955 y el 20 de abril de 1956, Spaak fue una de las personalidades que redactaron el Tratado de Roma. En la Conferencia de Mesina (1955), los seis Gobiernos participantes le nombraron presidente del comité de trabajo encargado de hacerlo y que establecería las bases de la futura Comunidad Económica Europea, así como de la Comunidad Europea de la Energía Atómica. También fue secretario general de la OTAN entre 1957 y 1961. 
Defensor de la cesión de soberanía por parte de los Estados miembros a instituciones europeas comunes, se mostraba partidario del ingreso del Reino Unido en la Comunidad Económica Europea.
Se retiró de la política en 1966. Un ala de la sede del Parlamento Europeo en Bruselas lleva su nombre.